# Proturentomon discretum
Proturentomon discretum är en urinsektsart som beskrevs av Bruno Condé 1961. Proturentomon discretum ingår i släktet Proturentomon och familjen Protentomidae. Inga underarter finns listade i Catalogue of Life.